# Jakob Salvati
Jakob Salvati é um ator norte-americano, mais conhecido por interpretar Pepper Flynt Busbee no filme Little Boy.

## Biografia
Jakob começou sua carreira aos 4 anos de idade, estrelando comerciais para empresas como Nintendo e Target Corporation.  
Seu primeiro trabalho na TV foi na sitcom norte-americana 'Til Death em 2008, onde fez um pequeno papel que não foi creditado.  Ainda no mesmo ano, participou de um episódio da série de televisão Mad Men. Em 2010 fez um outro pequeno papel, desta vez no filme Unthinkable. Em 2011 e 2012, participou do curta-metragem Crescendo I e de um episódio de Victorious, respectivamente. Em 2013, o ator interpretou Boris Walraven e Tyler, em Red Widow da ABC e Cleaners da Crackle, respectivamente. Em 2014, interpretou David Fisher em um episódio de Grimm. Em 2015, Jakob Salvati estrelou o filme Little Boy, seu trabalho mais notório. No mesmo ano participou de um episódio de Criminal Minds e apareceu nos programas de televisão Today e Made in Hollywood.

## Filmografia

### Cinema
| Ano  | Título               | Personagem          | Notas        |
| ---- | -------------------- | ------------------- | ------------ |
| 2010 | Unthinkable          | Sem créditos        | Figurante    |
| 2011 | Crescendo I          | Sem créditos        | Figurante    |
| 2013 | Escape from Tomorrow | Sem créditos        | Figurante    |
| 2015 | Little Boy           | Pepper Flynt Busbee | Protagonista |

### Televisão
| Ano  | Título            | Personagem     | Notas                       |
| ---- | ----------------- | -------------- | --------------------------- |
| 2008 | 'Til Death        | Sem créditos   | Episódio: Snip/Duck         |
| 2008 | Mad Men           | Sem créditos   | Episódio: Three Sundays     |
| 2012 | Victorious        | Sem créditos   | Episódio: April Fools Blank |
| 2013 | Red Widow         | Boris Walraven | Coadjuvante                 |
| 2013 | Cleaners          | Tyler          | Coadjuvante                 |
| 2014 | Cleaners          | Tyler          | Coadjuvante                 |
| 2015 | Criminal Minds    | Danny Desario  | Episódio: Dyin' on a Prayer |
| 2015 | Today             | Ele mesmo      | Convidado especial          |
| 2015 | Made in Hollywood | Ele mesmo      | Convidado especial          |

## Prêmios e indicações
Young Artist Awards
| Ano  | Categoria                              | Indicação | Resultado |
| ---- | -------------------------------------- | --------- | --------- |
| 2016 | Melhor Desempenho em um Longa-metragem | Ele mesmo | Indicado  |